# كاميلو فارغاس
كاميلو أندريس فارغاس غيل (بالإسبانية: Camilo Andrés Vargas Gil) (ولد في 9 مارس 1989 في بوغوتا) لاعب كرة قدم دولي كولومبي يلعب حاليا لصالح نادي إنديبينديينتي سانتا في في مركز حارس المرمى منذ 2009.

## مسيرته الكروية
لعب كاميلو فارغاس خلال مسيرته الاحترافية مع 5 أندية في ستة عشر موسمًا وسجل خلالها 3 أهداف ضمن 280 مباراة. حيث فاز في موسم واحد بالكأس وفي أربعة مواسم بالدوري.
خاض كاميلو فارغاس مسيرته مع نادي إنديبنديينتي سانتا في في موسم 2007 ليلعب معه ثمانية مواسم، مشاركًا في 146 مباراة سجل خلالها هدفين. ثم انتقل إلى نادي أتلتيكو ناسيونال ما بين عامي 2015 و2016 في المرة الأولى لمدة موسم واحد ثم ما بين عامي 2017 و2018 لمدة موسم واحد، حيث شارك طوالها في 17 مباراة ولم يسجل أي هدف. لينتقل بعدها إلى نادي ديبورتيفو كالي في عامي 2016-2018 في المرة الأولى ولمدة موسمين ثم في عامي 2018-2020 ولمدة موسمين، مشاركًا طوالها في 83 مباراة سجل خلالها هدفًا واحدًا. ثم انتقل إلى نادي أطلس في موسم 2019–20 لمدة موسم واحد، مشاركًا في 28 مباراة ولم يسجل أي هدف.

## روابط خارجية
- كاميلو فارغاس على موقع الاتحاد الدولي (مؤرشف)  (الإنجليزية)
- كاميلو فارغاس على موقع قاعدة بيانات كرة القدم.إي يو (الإنجليزية)
- كاميلو فارغاس على موقع ناشيونال فوتبول تيمز (الإنجليزية)
- كاميلو فارغاس على موقع Soccerway.com (الإنجليزية)
- كاميلو فارغاس على موقع عالم كرة القدم.نت (الإنجليزية)
- كاميلو فارغاس على موقع AS.com (الإسبانية)